# Université technique d'État de Nijni Novgorod
L'Université technique d’État de Nijni Novgorod (en russe : Нижегородский государственный технический университет), est une université russe fondée en 1917. Depuis 2007, elle porte le nom de l'un de ses anciens élèves, ingénieur en construction navale Rostislav Alekseïev. En 2012, elle est gagnante du concours "Cent meilleurs établissements d'enseignement supérieur de Russie" ("100 лучших вузов России").
Environ 15 136 étudiants et doctorants, russes et étrangers, y font leurs études. L'enseignement s'effectue au terme d'un cycle d'étude ainsi qu'en formation continue et formation à distance. 
L'établissement compte deux filiales situées à Arzamas et à Dzerjinsk.